# Лутрофор

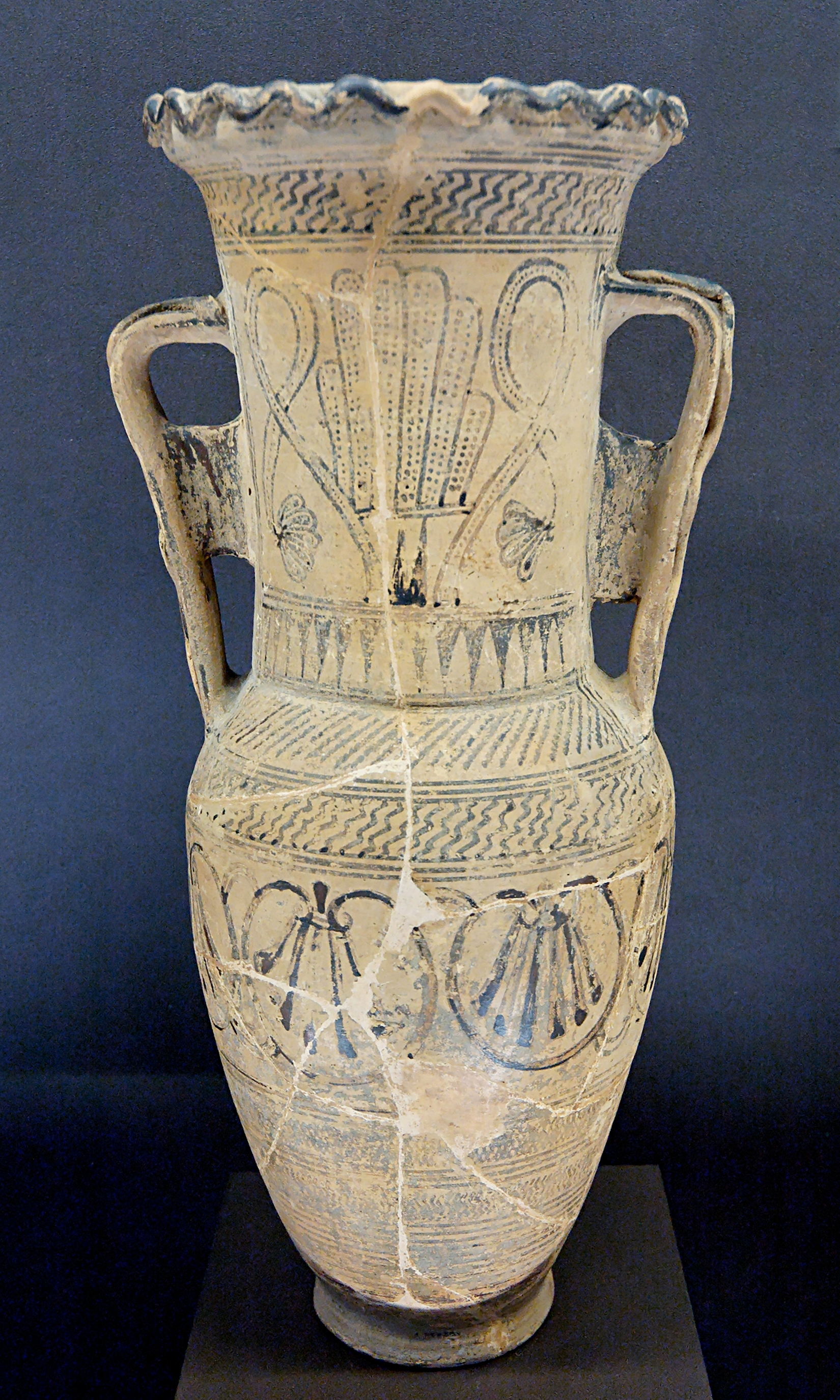
Лутрофор. Роспись вазописца Аналата. Ок. 680 г. до н. э. Афины. Лувр, Париж

Лутрофо́р (др.-греч. λουτροφόρος, от др.-греч. λουτρον — купание и др.-греч. φερω — несу) — разновидность древнегреческого сосуда, чаще из керамики, реже из мрамора. По форме близок амфоре, но отличается высоким туловом, длинным узким горлом и широким раструбом в виде двух валиков либо профилированным с волнистым краем. Лутрофор, или лутрофора, имеет невысокую ножку и две длинные, изящно изогнутые ручки по бокам.
В Древней Греции словом «лутрофор» (лутрофора) называли юношу или девушку, приносивших в день свадьбы воду из крены (священного источника) для брачных омовений. Отсюда название сосуда. В случае преждевременной кончины юноши или девушки, не успевших вступить в брак, лутрофоры использовали символично, в погребальном культе. Их ставили на могилах наполненными водой, чтобы умершие могли совершить брачное омовение в ином мире. В отдельных случаях такие сосуды изготавливали из мрамора в качестве надгробных памятников.
По культовому назначению лутрофор близок лекифу или лебесу гамикосу. Лутрофор также изображали на рельефах надгробных стел. Такие изображения можно встретить на кладбище в районе Керамика в Афинах. «Изысканная форма этого сосуда, его хрупкая красота со временем стали символизировать в античном искусстве прерванную юную жизнь».